# Ponte di Brenta
Ponte di Brenta è un sobborgo del comune italiano di Padova.

## Geografia fisica
Occupa l'estremità nordorientale della periferia di Padova, delimitata (in senso orario partendo da est) dalla riva destra del Brenta, dall'autostrada A4 e dalla ferrovia Venezia-Milano.

## Storia
In origine Ponte di Brenta era una località compresa nel territorio di Noventa Padovana e la sua storia si intreccia con quest'ultima. La zona, probabilmente abitata già in epoca romana, durante l'alto medioevo venne abbandonata e vi crebbe la cosiddetta Selva del Brenta di cui divenne proprietario il vescovo di Padova.
Nel 1191 vi fu costruito un ponte sul Brenta (da cui il toponimo) per favorire i collegamenti tra Venezia e Padova. L'opera favorì la formazione dell'odierno insediamento, in origine un piccolo borgo di contadini affiancato da una cappella. Nello stesso periodo iniziò il disboscamento della selva, concluso probabilmente verso la fine del Duecento.
All'inizio del Quattrocento Ponte di Brenta divenne parrocchia autonoma, staccandosi definitivamente da Noventa. Nella metà dello stesso secolo la crescita demografica portò a una prima riedificazione della chiesa.

## Monumenti e luoghi d'interesse

### Chiesa di San Marco
È la più antica delle due parrocchiali del quartiere: le sue origini dovrebbero risalire all'epoca della formazione del borgo, nel basso medioevo. La prima citazione compare in una decima papale del 1297, nella quale è ricordata come Ecclesia S. Marchi Ponte Noente. Fu a lungo dipendente dalla chiesa di Noventa, a sua volta sottoposta alla pieve di Torre.
Subì una prima ricostruzione nel Quattrocento, probabilmente in concomitanza con la sua elevazione a parrocchiale. L'edificio attuale è però il risultato di un ulteriore rifacimento, realizzato tra il 1747 e il 1749 su progetto dell'architetto Domenico Brunello e per iniziativa del parroco don Domenico Leonati; buona parte dei finanziamenti provennero dal patrizio veneziano Giovanni Bollani che villeggiava a Ponte di Brenta.
L'edificio si presenta come un interessante esempio di architettura barocca, ricco di preziose opere d'arte.
Gli affreschi del soffitto, raffiguranti episodi della vita di san Marco, sono lavori di Giambattista Crosato. L'altare maggiore fu realizzato da Giuseppe Caribolo in marmo di Carrara (ma il bassorilievo che orna il paliotto è di Bortolo Budolo), mentre il tabernacolo è di Agostino Fasolato. Ai lati di quest'ultimo si trovano due statue  di Giovanni Bonazza raffiguranti il patrono e san Daniele. La pala dell'altare maggiore (1565 ca.) è di Parrasio Micheli.
Le pareti laterali del coro recano due pale di Jacopo Marieschi (Ultima cena e Caduta della manna), doni del Bollani. Pure gli altari laterali sono ornati di pregevoli opere pittoriche, rispettivamente di Pietro Damini, Lorenzo Gramiccia e Giovanni Battista Cromer. Di particolare valore l'altare del Sacro Cuore, realizzato in marmo di Carrara da Antonio Bonazza (anche la spesa di quest'opera fu sostenuta dal Bollani).
Di un certo pregio anche il fonte battesimale in pietra di Custoza, scolpito da Francesco Androsi.
Il pulpito e la balaustra della cantoria, in legno, sono opere di Giovanni Gloria, mentre l'organo è di Gaetano Callido e sostituì un precedente strumento di Giacinto Pescetti.
Una della parti più antiche del complesso è il campanile in stile romanico-gotico, ultimato quasi certamente nel 1437. Risulta dotato di orologio sin dal 1605, cosa piuttosto insolita per l'epoca.

### Chiesa di Santa Caterina
È un edificio recente, costruito su un terreno donato dal comm. Ivone Grassetto (lo stesso che negli anni '60 aveva recuperato l'ippodromo) alla parrocchia di San Marco. La parrocchia di cui è sede fu istituita il 6 gennaio 1977.

### Ippodromo Breda

L'ippodromo negli anni 1960, in piena attività

Situato nell'estremità nordoccidentale della frazione, è il principale impianto del genere di Padova. Fu costruito nel 1901 dal senatore Vincenzo Stefano Breda sui terreni annessi alla sua villa di cui si è parlato poco sopra. Dopo il radicale restauro del secondo dopoguerra è noto anche come "Le Padovanelle" in riferimento alla padovanella, un antenato del moderno sulky.
Dalla fine del 2011 l'ippodromo è sostanzialmente inattivo a causa della crisi del settore ippico e di uno scandalo che ha coinvolto la fondazione Breda che lo gestiva.

## Infrastrutture e trasporti
Ponte di Brenta riveste ancora un ruolo strategico nei collegamenti per Padova per chi proviene da est.
Infatti, il borgo si trova in corrispondenza della confluenza delle vie provenienti, rispettivamente, da Venezia (oggi strada statale 11 Padana Superiore) e da Mestre/Treviso. Quest'ultima, oggi classificata come strada statale 515 Noalese, a sua volta originata dalla fusione della strada provinciale 32 Miranese proveniente da Mirano e da Mestre, con la via Noalese proveniente da Noale e da Treviso. La strada principale del quartiere, via San Marco, è formata proprio dalla confluenza delle due vie, le quali si fondono in località Busa di Vigonza in corrispondenza del ponte stradale sul fiume Brenta. Un tempo importantissima via di comunicazione, oggi buona parte del suo traffico è assorbito dalle opere connesse alla tangenziale Est di Padova che transita proprio a ovest del centro.
A sud della località si trova inoltre lo snodo tra l'autostrada A4 proveniente da Venezia e l'autostrada A13 diretta a Bologna. A sudovest sorge, sempre sull'A4, il casello Padova Est.
Fino al 12 dicembre 2015 Ponte di Brenta era dotata di una propria fermata lungo la ferrovia Milano-Venezia, servita da treni regionali svolti da Trenitalia nell'ambito del contratto di servizio stipulato con la Regione del Veneto.
Fra il 1885 e il 1954 nella cittadina fu presente inoltre una stazione della tranvia Padova-Malcontenta-Fusina, gestita dalla Società delle Guidovie Centrali Venete (gruppo Società Veneta) che assieme al Brenta stesso dava origine ad un sistema di trasporti integrato.